# Ghostly International
Ghostly International – amerykańska, niezależna wytwórnia płytowa, założona w 1999 roku przez Sama Valentiego IV. Siedzibę ma na Greenpoincie (Brooklyn, Nowy Jork).

## Historia
Wytwórnię płytową Ghostly International założył w 1999 roku Sam Valenti IV. Był on wówczas świeżo upieczonym absolwentem Uniwersytetu Michigan, a firma mieściła się w jego pokoju w akademiku. Zakładając swoje wydawnictwo inspirował się takimi niezależnymi wytwórniami z lat 80. i 90., jak Factory czy 4AD, które kultywowały zarówno swój wizerunek, jak i brzmienie, Do współpracy zaangażował kolegę ze studiów, muzyka Matthew Deara, którego płytą Ghostly 1 sierpnia 1999 roku zadebiutowała na rynku fonograficznym. Ghostly wychodząc od eksperymentalnego popu i muzyki techno przekształciła się w uznaną w świecie wielokulturową platformę reprezentującą znaczących artystów wizualnych, projektantów, technologów i muzyków, wśród których znaleźli się między innymi: Matthew Dear, Kllo, Mary Lattimore, Tadd Mullinix, Dabrye, Starchild & The New Romantic i Tycho. Odegrała również pewną rolę w wylansowaniu takich artystów jak: Audion, Seth Troxler, Hieroglyphic Being, Avalon Emerson, Patricia czy Kate Simko. Znakiem rozpoznawczym wytwórni stała się elegancka, łagodna electronica, która zdobyła sobie niszowych zwolenników. Najlepiej sprzedającym się albumem jest Awake Tycho, który według Nielsen SoundScan rozszedł się w Stanach Zjednoczonych w liczbie około 60 tysięcy egzemplarzy (październik 2015).
Muzyka wydawana przez Ghostly przełamuje stylistyczne podziały, łącząc ze sobą bez ograniczeń dźwięki i pomysły. Choć podstawowy profil wydawniczy Ghostly to muzyka elektroniczna, eksperymentalna i pop, to firma poświęca dużą uwagę również innym gatunkom. Jej bliźniacze wydawnictwo, Spectral Sound (założone w 2000 roku), promuje takie gatunki jak: house, techno, electro i pokrewne.
W ramach poszerzania swej działalności wydawniczej Ghostly wkroczyła również na rynek gier wideo. 12 sierpnia 2014 roku wydała album Hohokum Soundtrack, składający się z nowych i wcześniej nagranych utworów swoich artystów (między innymi Bena Benjamina, Michny, Tycho i Jacaszka), które miały pełnić rolę ścieżki dźwiękowej do gry Hohokum. Rok później, 21 sierpnia, Ghostly wydała na płycie winylowej oraz CD Minecraft Volume Alpha – pierwszą ścieżkę dźwiękową do cenionej przez krytyków gry wideo Minecraft autorstwa niemieckiego muzyka Daniela Rosenfelda, ukrywającego się pod pseudonimem C418. Oryginalne cyfrowe wydanie ukazało się cztery lata wcześniej.

## Dystrybucja
W maju 2004 roku Ghostly (wraz ze Spectral Sound) podpisała umowę z wytwórnią Caroline Distribution na wyłączną dystrybucję swoich wydawnictw. 
W 2013 roku Ghostly powierzyła dystrybucję swoich wydawnictw wytwórni Secretly Canadian. 17 czerwca 2020 roku razem ze swoim działem wydawniczym Ghostly Songs dołączyła do Secretly Group (w skład której wchodzi między innymi Secretly Canadian). Obiema firmami zarządza Secretly Publishing. Sam Valenti IV został wspólnikiem zarządzającym Secretly Group, a jej właściciele: Ben Swanson, Chris Swanson, Darius Van Arman i Phil Waldorf zostali wspólnikami Ghostly International.

## Sklep
Choć najważniejszym produktem Ghostly jest, według jej założyciela, muzyka, to wytwórnia prowadzi również sklep, oferujący wyszukane produkty, takie jak: mosiężne długopisy, albumy z rzeźbami, torby kurierskie czy ekologiczne kubki podróżne, a nawet obrazy inspirowane teledyskami Ghostly. Album Disco Nouveau z 2002 roku został wydany w formie książki w twardej oprawie, a w 2006 roku wytwórnia wydała kompilację na nośniku USB. W 2009 roku firma zaczęła poszerzać ofertę, dodając grafikę i towary od zewnętrznych dostawców, co przyciągnęło do niej nowych fanów. Nawiązała współpracę z takimi artystami jak: Michael Cina, Andy Gilmore i Will Calcutt.

## Artyści
Lista na podstawie strony wytwórni w Discogs

- ADULT.
- Aeroc
- Beacon
- Ben Benjamin
- Black Marble
- Cepia
- The Chap
- Choir Of Young Believers
- Christopher Willits
- Com Truise
- Dabrye
- Dauwd
- Deastro
- Fort Romeau
- Geotic
- Gold Panda
- Grand Valley State University New Music Ensemble
- Heathered Pearls
- Helios
- Hieroglyphic Being
- HTRK
- Jacaszek
- JDSY
- Kaitlyn Aurelia Smith
- Khotin
- Kill Memory Crash
- Kiln
- Klo
- Logan Takahashi
- Lord RAJA
- Luisine
- Mary Lattimore
- Matthew Dear
- Matrixxman
- Michna
- Mobius Band
- Mux Mool
- North Valley Subconscious Orchestra
- Pale Sketcher
- Paul Woolford
- Pär Grindvik
- Phantogram
- Psymun
- Recondite
- School of Seven Bells
- Shigeto
- Telefon Tel Aviv
- The Sight Below
- Tobacco
- Skeletons
- Solvent
- Starchild & The New Romantic
- Steve Hauschildt
- Syntaks
- Tropic of Cancer
- Twine
- Tycho
- Ultraísta
- Xeno and Oaklander